# Jiří Neumann
RNDr. Jiří Neumann (* 23. června 1966 Karlovy Vary) je český politik a ředitel střední školy, od listopadu 2012 do listopadu 2013 místopředseda strany LIDEM, později člen KOA a od roku 2014 zastupitel města Karlovy Vary.

## Život
Po studiu se krátce věnoval učitelské profesi a od roku 1997 pracuje jako ředitel Střední školy stravování a služeb v Karlových Varech. Má dva syny.

## Politické působení
Do politiky vstoupil v roce 2012, kdy se stal členem strany LIDEM (předtím nebyl členem Věcí veřejných). V listopadu 2012 byl na ustavujícím sjezdu strany LIDEM zvolen jejím místopředsedou. Funkci zastával do dalšího sjezdu strany v listopadu 2013, kdy už na tuto pozici nekandidoval. V únoru 2013 se Jiří Neumann stal členem dozorčí rady podniku Čepro, což vyvolalo kritiku, protože nebylo jasné, jakou má pro práci v dozorčí radě kvalifikaci.
Později ze strany LIDEM vystoupil a stal se členem Karlovarské občanské alternativy. Za tuto stranu byl v komunálních volbách v roce 2014 zvolen zastupitelem města Karlovy Vary. Působí rovněž jako člen Komise lázeňství a cestovního ruchu a jako člen správní rady společnosti Infocentrum města Karlovy Vary o.p.s. Dne 6. září 2016 byl zvolen radním města Karlovy Vary.